# 鉄腕抜刀隊
『鉄腕抜刀隊』（てつわんばっとうたい）は1932年に日本で制作されたサイレント映画。東活映画社製作。五・一五事件が起きた当日に公開された。

## スタッフ
- 監督 : 豊永大蔵
- 脚本 : 吉岡貞明
- 原作 : 吉岡貞明
- 撮影 : 金森清太郎

## キャスト
- 嵐菊麿
- 若葉蘭子
- 正宗新九郎
- 五十鈴桂子